# Hipposideros lekaguli
Hipposideros lekaguli је сисар из реда слепих мишева и фамилије Hipposideridae.

## Угроженост
Ова врста је на нижем степену опасности од изумирања, и сматра се скоро угроженим таксоном.

## Распрострањење
Ареал врсте је ограничен на мањи број држава. 
Врста је присутна у Филипинима, Тајланду и Малезији.

## Станиште
Станишта врсте су шуме и речни екосистеми, обично испод 400 метара надморске висине.